# Hamilton – I nationens intresse
Hamilton – I nationens intresse är en svensk action- och thrillerfilm i regisserad av Kathrine Windfeld om den svenska fiktive underrättelseofficeraren Carl Hamilton. Filmen spelades in under hösten 2011, och hade biopremiär 13 januari 2012, under 2012 hade filmen över en halv miljon besökare och blev därmed den mest sedda svenska filmen 2012. Trots att titeln i stort sett är samma, bygger filmen inte på Jan Guillous roman I nationens intresse, utan är en helt ny historia som inte finns i romanserien om Hamilton.

## Handling
Den svenske underrättelseofficeraren Carl Hamilton har träffat en kvinna som han vill starta ett vanligt liv med. Men hans jobb kommer emellan då han utan förklaring försvinner under fyra månader för att infiltrera en internationell liga som har stulit avancerade GPS-styrda artillerigranater exporterade av den svenska försvarskoncernen Nordfors. Då Hamiltons täckmantel håller på att avslöjas i gränsområdet mellan Uzbekistan och Afghanistan attackeras ligan plötsligt av en grupp maskerade legosoldater med okänd uppdragsgivare. Hamilton lyckas komma undan den dödliga attacken men granaterna han försökte spåra är försvunna. Inom kort används granaterna i ett attentat mot en somalisk fredspolitiker. 
Samtidigt blir en svensk vapentekniker kidnappad och hamnar i somaliskt fängelse. Statsministern går med på att anlita det amerikanska privata säkerhetsbolaget Sectragon för att kunna genomföra en fritagning, på villkoret att en svensk observatör får följa med, nämligen Carl Hamilton. Mot DG:s vilja tar Hamilton dock omvägen om Beirut för att ta hjälp sin gamla vän Mouna i PLO och använda sig av dennas resurser ifall något oväntat skulle hända i Somalia.

## Rollista
- Mikael Persbrandt – Carl Hamilton
- Saba Mubarak – Mouna al Fathar, PLO
- Pernilla August – Statsministern
- Jason Flemyng – Legosoldaten Rob Hart
- Lennart Hjulström – DG (Den Gamle), Hamiltons chef och mentor
- Ray Fearon – Benjamin Lee
- Peter Andersson – Chefen för Militära underrättelse- och säkerhetstjänsten
- Gustaf Hammarsten – Martin Lagerbäck
- Aleksandr Nosik – Krutov
- David Dencik – Vice statsministern
- Leo Gregory – Miller, Spectragon
- Dan Ekborg – Claes Olofsson, VD för Nordfors
- Liv Mjönes – Johanna Runestam, poliskommissarie
- Fanny Risberg – Maria Solska
- Sandra Andreis – Anna Sjöström
- Kevin McNally – Harold Smith
- Michael Anthony Brown – Richard Daniels
- Anders Ahlbom – Johannas poliskollega
- Ulf Friberg – polischef
- Tommy Sporrong – Säpo
- Terry Carter – Josef Bekele
- Jannike Grut – journalist

## Mottagande
Hamilton – I nationens intresse sågs av 512 661 biobesökare i Sverige 2012 och blev det året den mest sedda svenska filmen i Sverige.